# Città della Nuova Zelanda
Città della Nuova Zelanda suddivise per isole di appartenenza.

## Città per popolazione
| #  | Città            | Città                | Popolazione | Anno |
| #  | Inglese          | Māori                | Popolazione | Anno |
| -- | ---------------- | -------------------- | ----------- | ---- |
| 1  | Auckland         | Tāmaki-makau-rau     | 1.470.100   | 2020 |
| 2  | Wellington       | Te Whanga-nui-a-Tara | 493.400     | 2011 |
| 3  | Christchurch     | Ōtautahi             | 367.800     | 2015 |
| 4  | Tauranga         | Tauranga-moana       | 135.000     | 2018 |
| 5  | Dunedin          | Ōtepoti              | 134.100     | 2020 |
| 6  | Hamilton         | Kirikiriroa          | 130.000     | 2006 |
| 7  | Lower Hutt       | Awakairangi          | 100.400     | 2006 |
| 8  | Palmerston North | Te Papa-i-Oea        | 78.100      | 2006 |
| 9  | Napier           | Ahuriri              | 66.300      | 2020 |
| 10 | Hibiscus Coast   |                      | 59.800      |      |

## Isola del Nord
- Auckland
- Awanui
- Bikenhead
- Bulls
- Cambridge
- Carterton
- Dannevirke
- Dargaville
- Devonport
- East Coast Bay
- Eastbourne
- Ellerslie
- Eltham
- Featherston
- Fielding
- Foxton
- Gisborne
- Glen Eden
- Glenfield
- Green Bay
- Hamilton
- Hawera
- Hastings
- Havelock North
- Henderson
- Heretaunga-Peinehaven

- Howick
- Huntly
- Inglewood
- Kaikohe
- Kaitaia
- Kaiwaka
- Kawerau
- Kelston West
- Levin
- Lower Hutt
- Manukau
- Marton
- Masterton
- Matamata
- Mokau
- Morrinsville
- Mount Albert
- Mount Eden
- Mount Roskill
- Mount Maunganui
- Mount Wellington
- Murupara
- Napier
- New Lynn
- New Plymouth
- Ngaruawahia

- Ngongotaha
- North Shore
- Onehunga
- Ōpōtiki
- Opua
- Otahuhu
- Otaki
- Otorohanga
- Paekakariki
- Paeroa
- Pahiatua
- Palmerston North
- Papakura
- Papatoetoe
- Patea
- Petone
- Plimmerton-Paremata
- Porirua
- Pukekohe
- Putaruru
- Rotorua
- Stratford
- Taihape
- Takapuna
- Taradale

- Taumarunui
- Taupo
- Tauranga
- Tawa
- Te Apua
- Te Araroa
- Te Aroha
- Te Awamutu
- Te Kuiti
- Te Puke
- Thames
- Tokomaru Bay
- Tokoroa
- Upper Hutt
- Waihi
- Waiouru
- Waipawa
- Waipukurau
- Wairoa
- Waitakere
- Waiuku
- Wanganui
- Wellington (capitale)
- Whakatane
- Whangārei

## Isola del Sud
- Akaroa
- Alexandra
- Arthur's Pass
- Ashburton
- Balclutha
- Blenheim
- Bluff
- Christchurch
- Collingwood
- Dunedin
- Fox Glacier
- Geraldine
- Glenhope
- Gore
- Green Island
- Greymouth
- Haast
- Heriot
- Hokitika

- Hornby
- Invercargill
- Kanaka
- Karamea
- Kaiapoi
- Kaikoura
- Kingston
- Kurow
- Lyttelton
- Manapouri
- Mataura
- Milford Sound
- Milton
- Mosgiel
- Mossburn
- Motueka
- Nelson
- Oamaru

- Omarama
- Picton
- Port Chalmers
- Queenstown
- Rangiora
- Riccarton
- Richmond
- St. Kilda
- Sockburn
- Temuka
- Thornbury
- Timaru
- Tuatapere
- Waiau
- Waikorua
- Waimate
- Westport
- Winton

## Isola Stewart
- Oban